# Sânsimion (okręg Marusza)
Sânsimion  (węg. Nyárádszentsimon) – wieś w Rumunii, w okręgu Marusza, w gminie Neaua. W 2011 roku liczyła 69 mieszkańców.